# Chronologie des poèmes de Baudelaire
L'œuvre poétique de Charles Baudelaire regroupe pas moins de 201 poèmes en vers et en prose de l'auteur des Fleurs du Mal, publiés entre 1845 et 1867.
Nous présentons ici une liste chronologique, non exhaustive, des poèmes des recueils Les Fleurs du mal et des Petits Poèmes en prose (ou Spleen de Paris).

## Chronologie des poèmes desFleurs du Mal[1]

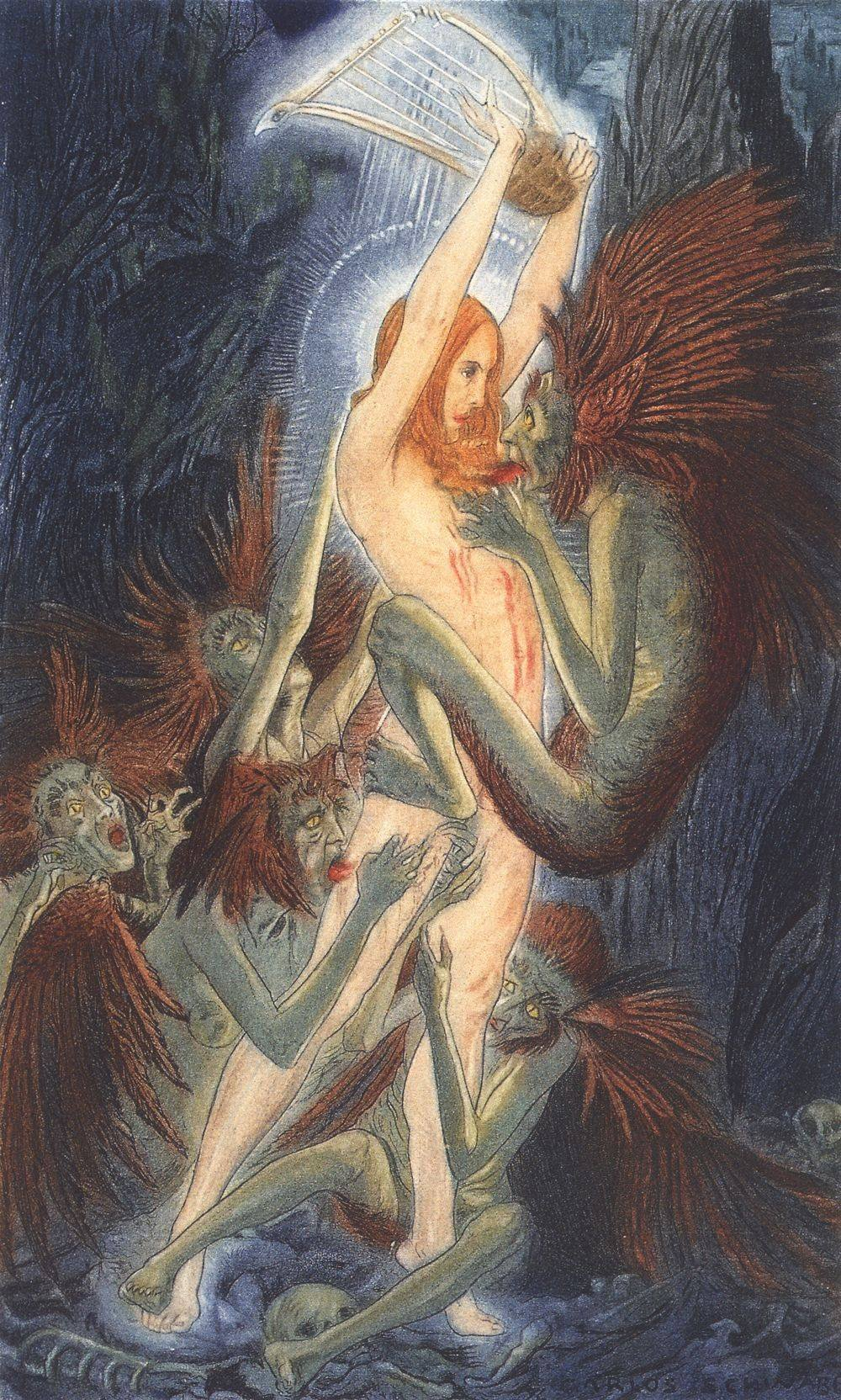
Bénédiction, Fleurs du Mal

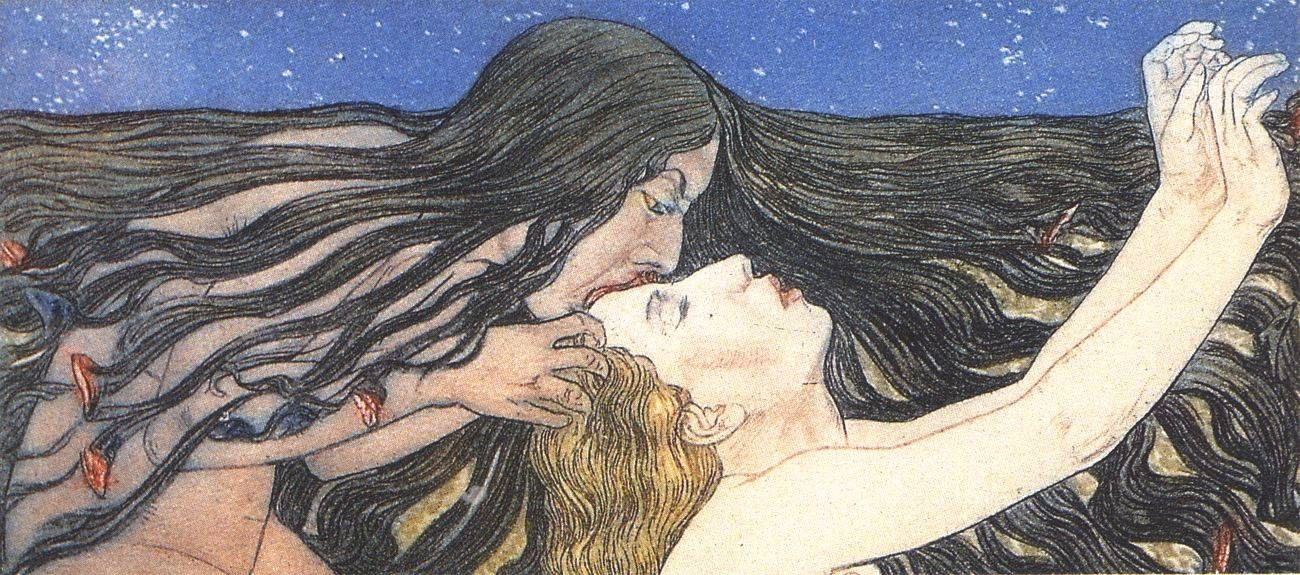
L'Albatros, Fleurs du Mal

- 1845 À une dame créole, « L'Artiste »

- 1846 L'impénitent (Don Juan aux Enfers), À une indienne (À une Malabaraise), « L'Artiste ».

- 1847 Les Chats, « Le Corsaire ».

- 1848 Le Vin de l'assassin, « L'Écho des marchands de vin ».

- 1850 Châtiments de l'orgueil, le Vin des honnêtes gens (l'Âme du vin), « Le Magasin des Familles ».

- 1851 Les Limbes (11 poèmes dont le Mauvais moine, L’Idéal, De profundis Clamavi, Le Tonneau de la haine, La cloche fêlée, Le Hibou, La Béatrix, Pluviôse, irrité contre la ville entière), « Le Messager de l'Assemblée ».

- 1852 Le Crépuscule du soir, le Crépuscule du matin, « La Semaine Théâtrale ».

Le Reniement de Saint-Pierre, l'Homme libre et la Mer (l'Homme et la Mer), « Revue de Paris ».
- 1855 Que diras-tu ce soir, pauvre âme solitaire..., « Revue de Paris ».

Les Fleurs du Mal (18 poèmes dont l'Ennemi, le Guignon, la Vie antérieure, le Vampire, Remords Posthumes, Réversibilité, Confession, l'Aube Spirituelle, l'Invitation au Voyage, l'Irréparable, Mœsta et errabunda, la Destruction, Un Voyage à Cythère, l'Amour et le Crâne), 
« Revue des deux Mondes ».
- 1857 La Beauté, la Géante, le Flambeau vivant, Harmonie du soir, le Flacon, le Poison, Tout entière, Sonnet (Avec ses vêtements ondoyants et nacrés...), Sonnet (Je te donne ces vers afin que si mon nom...), « Revue Française » ; l'Héautontimorouménos, l'Irrémédiable, Francisca meae laudes, « L'Artiste ».

Les Fleurs du Mal (26 juin).
Paysage Parisien (Paysage), Hymne, une gravure de Mortimer (Une gravure fantastique), la Rançon, « Le Présent ».
- 1858 Duellum, « L'Artiste ».

- 1859 Le goût du néant, le Possédé, « Revue contemporaine » ; Sisina, le Voyage, l'Albatros, « Revue Française » ; la Chevelure, ibid ; les Sept Vieillards, les Petites Vieilles, Sonnet d'automne, Chant d'automne, le Masque, « Revue contemporaine ».

- 1860 Le Squelette laboureur, À une madone, le Cygne, « La Causerie » ; Rêve parisien, l'Amour du mensonge, le Rêve d'un curieux, Semper eadem, Obsession, « Revue contemporaine ». ; Horreur sympathique, les Aveugles, Alchimie de la douleur, À une passante, Un fantôme, Chanson d'après-midi, Hymne à la beauté, l'Horloge, « L'Artiste ».

- 1861 Les Fleurs du Mal (seconde édition augmentée de 35 poèmes nouveaux).

La voix, le Calumet de paix, « Revue contemporaine » ; Madrigal triste, « Revue Fantaisiste » ; la Prière d'un païen, le Rebelle, l’Avertisseur, Épigraphe pour un livre condamné, « Revue Européenne » ; Recueillement, ibid.
- 1862 Le Couvercle, le Coucher du soleil romantique, « Le Boulevard » ;

la Lune offensée, « L'Artiste » ; la Plainte (les Plaintes) d'un Icare, « Le Boulevard ».
- 1863 Lola de Valence, « La Société des Aquafortistes ».

- 1864 Les yeux de Berthe, Sur « Le Tasse en prison » d'Eugène Delacroix, Bien loin d'ici, « Revue Nouvelle » ; Sur les débuts de Mademoiselle Armina Boschetti, « La Vie Parisienne ».

- 1865 Le Jet d'eau, « La Petite Revue ».

- 1866 Les Épaves (23 poèmes dont Lesbos, Femmes damnées — Delphine et Hippolyte, le Léthé, À celle qui est trop gaie, les Bijoux, les Métamorphoses du Vampire, les Promesses d’un visage, le Monstre, l’Imprévu, À propos d’un importun, un Cabaret folâtre...)

## Chronologie des poèmes en prose duSpleen de Paris[2]
- 1855 Le Crépuscule du soir, la Solitude.

- 1857 Poëmes[3] nocturnes (6 poèmes dont l'Horloge, un Hémisphère dans une chevelure, l'Invitation au Voyage, les Projets...). « Le Présent ».

- 1861 Poèmes en prose (9 poèmes dont 3 inédits : les Foules, les Veuves, le Vieux Saltimbanque). « Revue Fantaisiste ».

- 1862 Petits poëmes en prose (20 poèmes dont 14 inédits : l'Étranger, le Désespoir de la vieille, le Confiteor de l’artiste, un Plaisant, La Chambre double, Chacun sa Chimère, le Fou et la Vénus, le Chien et le Flacon, le Mauvais vitrier, A une heure du matin, la Femme sauvage et la petite maîtresse, le Gâteau, le Joujou du pauvre, les Dons des Fées). « La Presse ».

- 1863 L'imprévu, l'Examen de minuit. « La Presse ».

Petits poëmes en prose (les Tentations ou Éros, Plutus et la gloire ; la Belle Dorothée, Une mort héroïque, le Thyrse, Déjà !, les Fenêtres, le Désir de peindre). « Revue Nationale et Étrangère ».
Poëmes en prose (les Bienfaits de la lune, Laquelle est la vraie ?). « Le Boulevard ».
- 1864 Le Spleen de Paris, Petits poëmes en prose (le Joueur généreux, la Corde, les Vocations, Enivrez-vous, Un cheval de race). « Figaro ».

Les Yeux des pauvres, « La Vie Parisienne ».
Petits poëmes en prose (une Mort héroïque, la Fausse monnaie, la Corde). « L'Artiste ».
Spleen de Paris, Poëmes en prose (le Port, la Solitude, les Projets, les Yeux des pauvres, la Fausse Monnaie, le Miroir). « Revue de Paris ».
- 1865 Les Bons Chiens. « Indépendance belge ».

- 1867 Portraits de maîtresse, Any where out of the world — N'importe où hors du monde, le Tir et le Cimetière, « Revue Nationale et Étrangère ».

- 1868 Petits Poëmes en prose (posthumes ; 50 poèmes).

## Sources
- Les Fleurs du Mal suivies de Petits Poèmes en prose, Curiosités Esthétiques, l'Art Romantique et des Journaux intimes par Charles Baudelaire, Éditions POCKET, LIRE ET VOIR LES CLASSIQUES, collection dirigée par Claude AZIZA (1997).  (ISBN 2-266-03187-2)